# アトゥム
アトゥム（Atum）はエジプト神話における創造の神。ヘリオポリス九柱神に数えられる。アトム（Atmu）、アテム（Atem）、トゥム（Tum）、テム（TemuもしくはTem）とも呼称される。

## 概要
アトゥムは、原初の水「ヌン」より生まれ、
他の神々を生み出した存在。自慰によって大気の神・シューと、湿気の女神テフヌトを生んだ。独力で他の神々を生み出したため両性具有の神とされる。
基本的には人間の姿をしており、二重王冠を被り、アンクとウァス杖を手にした姿で描かれる。

## 信仰と習合
アトゥムは、古代エジプト人たちが最も原初に近い生物として認識していた「蛇」の姿をして誕生した。蛇は、死を運ぶ忌まわしく強力な力を持つ畏怖すべき存在であると同時に脱皮によって無限に死と再生を繰り返す、生命を象徴する存在でもあった。また、闇を払って世界に光をもたらしたアトゥムは太陽信仰とも結びつき、太陽神ラーと習合した結果、「ラー・アトゥム」となり、中王朝時代にアメンとラーが習合されるようになると、アトゥムとも同一視されるようになった。
アトゥム信仰は、下エジプト第13ノモスの州都ヘリオポリスで起こったとされる。その成立年代ははっきりしないが、おそらくヘリオポリスが都市としての役割を果たすようになった頃には、既に創造神として崇められていた。他にも上エジプト第2ノモスのエドフなど、ナイル川西岸の都市やナイル川下流のデルタ地帯のいくつかの都市で信仰されていた。
ヘリオポリスには、太陽神であるアトゥムを象徴するベンベン石があり信仰の対象となっていた。アトゥムは、この石の上に立ち世界を照らしたとされる。しかし後にこの石は、太陽神として信仰されたラーやアメンを象徴することになるなど、あらゆる太陽神信仰の根底にあったもののアトゥム独自の祭礼が行われることはなかった。